# العلاقات الأفغانية الجامايكية
العلاقات الأفغانية الجامايكية هي العلاقات الثنائية التي تجمع بين أفغانستان وجامايكا.

## مقارنة بين البلدين
هذه مقارنة عامة ومرجعية للدولتين:
| وجه المقارنة                                              | أفغانستان                    | جامايكا       |
| --------------------------------------------------------- | ---------------------------- | ------------- |
| المساحة (كم2)                                             | 652.23 ألف                   | 10.99 ألف     |
| عدد السكان (نسمة)                                         | 34.94 مليون                  | 2.95 مليون    |
| الكثافة السكانية (ن./كم²)                                 | 53.57                        | 268.43        |
| العاصمة                                                   | كابل                         | كينغستون      |
| اللغة الرسمية                                             | اللغة البشتوية، اللغة الدرية | لغة إنجليزية  |
| العملة                                                    | أفغاني                       | دولار جامايكي |
| الناتج المحلي الإجمالي (بليون دولار)                      | 20.82 مليار                  | 14.77 مليار   |
| الناتج المحلي الإجمالي (تعادل القوة الشرائية) بليون دولار | 62.62 مليار                  | 24.79 مليار   |
| الناتج المحلي الإجمالي الاسمي للفرد دولار أمريكي          | 594                          | 5.23 ألف      |
| الناتج المحلي الإجمالي للفرد دولار أمريكي                 | 1.93 ألف                     | 8.88 ألف      |
| مؤشر التنمية البشرية                                      | 0.479                        | 0.719         |
| رمز المكالمات الدولي                                      | +93                          | +1876         |
| رمز الإنترنت                                              | .af                          | .jm           |
| المنطقة الزمنية                                           | ت ع م+04:30                  | 00            |

## منظمات دولية مشتركة
يشترك البلدان في عضوية مجموعة من المنظمات الدولية، منها:
| علم المنظمة | اسم المنظمة                               | تاريخ انضمام أفغانستان | تاريخ انضمام جامايكا |
| ----------- | ----------------------------------------- | ---------------------- | -------------------- |
|             | يونسكو                                    | 4 مايو 1948            | 7 نوفمبر 1962        |
|             | وكالة ضمان الاستثمار متعدد الأطراف        | 16 يونيو 2003          | 12 أبريل 1988        |
|             | الأمم المتحدة                             | 19 نوفمبر 1946         | 18 سبتمبر 1962       |
|             | الاتحاد البريدي العالمي                   | ?                      | ?                    |
|             | البنك الدولي للإنشاء والتعمير             | 14 يوليو 1995          | 21 فبراير 1963       |
|             | الاتحاد الدولي للاتصالات                  | 12 أبريل 1928          | 18 فبراير 1963       |
|             | منظمة حظر الأسلحة الكيميائية              | ?                      | ?                    |
|             | مؤسسة التمويل الدولية                     | 23 سبتمبر 1957         | 31 مارس 1964         |
|             | المركز الدولي لتسوية المنازعات الاستشارية | 25 يوليو 1968          | 14 أكتوبر 1966       |
|             | منظمة الشرطة الجنائية الدولية             | ?                      | ?                    |

## وصلات خارجية
- موقع وزارة الخارجية الأفغانية
- موقع وزارة الخارجية الجامايكية